# Prince Dube
Prince Mpumelelo Dube (ur. 17 lutego 1997 w Bulawayo) – zimbabwejski piłkarz grający na pozycji napastnika. Od 2020 jest zawodnikiem klubu Azam FC.

## Kariera klubowa
Swoją karierę piłkarską Dube rozpoczął w klubie Highlanders FC. W sezonie 2016 zadebiutował w jego barwach w zimbabwejskiej pierwszej lidze. W 2017 roku odszedł do południowoafrykańskiego Supersport United FC, z którego w 2018 roku został wypożyczony do Black Leopards FC. W obu klubach nie rozegrał żadnego meczu i w 2018 wrócił do Highlanders, z którym w 2019 zdobył Puchar Zimbabwe. W 2020 przeszedł do tanzańskiego Azam FC.

## Kariera reprezentacyjna
W reprezentacji Zimbabwe Dube zadebiutował 26 marca 2017 w zremisowanym 0:0 towarzyskim meczu z Zambią, rozegranym w Harare. W 2022 roku został powołany do kadry na Puchar Narodów Afryki 2021. Na tym turnieju rozegrał dwa mecze grupowe: z Senegalem (0:1) i z Gwineą (2:1).